# كينغان أشورا
كينغان أشورا (باليابانية: ケンガンアシュラ، بالروماجي: Kengan Ashura) هي سلسلة مانغا يابانية من تأليف ياباكو ساندروفيتش ورسم دارونيون، اقتبست إلى مسلسل أونا أنمي من قبل استوديو لاركس إنترتينمنت. عرض في 31 يوليو 2019، وتكون من 12 حلقة، وتم عرض الجزء الثاني في 31 أكتوبر 2019.

## القصة
تدور أحداث القصة فترة إيدو في اليابان، حيت تنتشر ساحات المصارعة في مناطق معينة، ويملك هذه الساحات، أصحاب الأعمال والتجار الأثرياء، الذين يقومون بتوظيف المصارعين للقتال في قتال غير مسلح حيث يحصل الفائز على كل شيء.

## الشخصيات
أوما توكيتا / أشورا (باليابانية: 十鬼蛇 王馬، بالروماجي: Tokita Ōma)
أداء صوتي: تاتسوهيسا سوزوكي
كازو ياماشيتا (باليابانية: 山下 一夫، بالروماجي: Yamashita Kazuo)
أداء صوتي: تشو
هيديكي نوغي (باليابانية: 乃木 英樹، بالروماجي: Nogi Hideki)
أداء صوتي: جوجي ناكاتا
كايدي أكياما (باليابانية: 秋山 楓، بالروماجي: Akiyama Kaede)
أداء صوتي: يومي أوتشياما
ريهيتو (باليابانية: 理人، بالروماجي: Rihito)
أداء صوتي: هاياتو كانيكو
جون سيكيباياشي (باليابانية: 関林 ジュン، بالروماجي: Sekibayashi Jun)
أداء صوتي: تيتسو إينادا
كوسومو (باليابانية: 今井 コスモ، بالروماجي: Imai Kosumo)
أداء صوتي: جونيا إينوكي
سيتسونا كيريو (باليابانية: 桐生 刹那، بالروماجي: Kiryū Setsuna)
أداء صوتي: دايسكي ناميكاوا

## وصلات خارجية
- موقع المانغا الرسمي (باليابانية)
- موقع الأنمي الرسمي (باليابانية)
- كينغان أشورا على موقع ANN manga (الإنجليزية)